# Matthew Lloyd
Matthew Lloyd (Melbourne, 24 maggio 1983) è un ex ciclista su strada australiano. Professionista dal 2007 al 2014, vinse una tappa e la classifica dei GPM al Giro d'Italia 2010.

## Carriera
Nel 2004 vinse una tappa allo Herald Sun Tour, mentre nel 2005 conquistò una tappa e la classifica finale del Tour of Wellington; nel 2006 gareggiò quindi con la formazione Continental Southaustralia.com-AIS, facendo suoi il Trofeo Alcide De Gasperi a Trento, una tappa al Tour of Japan e una allo Herald Sun Tour, piazzandosi inoltre terzo nella classifica finale del Giro d'Italia Under-23.
Passò professionista nel 2007 con il ProTeam belga Predictor-Lotto (noto nelle stagioni seguenti come Silence-Lotto e Omega Pharma-Lotto): durante l'anno si piazzò quarto al Tour Down Under. L'anno dopo diventò quindi campione nazionale in linea, e concluse al quarto posto il Giro dell'Emilia; partecipò inoltre alla prova su strada ai Giochi olimpici di Pechino terminando al 31º posto. Il 14 maggio 2010 ottenne il successo più importante in carriera, aggiudicandosi la sesta tappa del Giro d'Italia a Marina di Carrara dopo una lunga fuga; in quella "Corsa rosa" fece suoi anche la classifica dei GPM e il Premio della Combattività.
Il 14 aprile 2011 venne improvvisamente licenziato dall'Omega Pharma Lotto. Il 18 novembre 2011 firmò un contratto biennale con il team Lampre-ISD, diventando il primo ciclista australiano a vestire la maglia blu-fucsia. Nel 2014, ultima stagione da professionista, vestì invece la divisa del team Continental Jelly Belly p/b Maxxis.

## Palmarès
- 2004

12ª tappa Herald Sun Tour (Warragul > Mt Baw Baw)
- 2005

5ª tappa Tour of Wellington (Masterton > Masterton)
Classifica generale Tour of Wellington
- 2006

Trofeo Alcide De Gasperi
5ª tappa Tour of Japan (Izu > Izu)
5ª tappa Herald Sun Tour (Benalla > Lake Mountain)
- 2008

Campionati australiani, Prova in linea
- 2010

6ª tappa Giro d'Italia (Fidenza > Marina di Carrara)

### Altri successi
- 2010

Premio della Combattività Giro d'Italia
Classifica Gran Premi della Montagna Giro d'Italia

## Piazzamenti

### Grandi Giri
- Giro d'Italia

2007: 61º
2008: 30º
2010: 50º
- Tour de France

2009: 46º
2010: 47º
2012: non partito (10ª tappa)
- Vuelta a España

2008: non partito (9ª tappa)
2009: 50º

### Classiche monumento
- Liegi-Bastogne-Liegi

2008: 16º
- Giro di Lombardia

2007: 65º
2008: 18º
2009: 39º
2010: ritirato
2012: ritirato

### Competizioni mondiali
- Campionati del mondo

Stoccarda 2007 - In linea Elite: 55º
Varese 2008 - In linea Elite: 55º
Mendrisio 2009 - In linea Elite: 64º
- Giochi olimpici

Pechino 2008 - In linea: 31º